# Ernst Günther 1. af Slesvig-Holsten-Sønderborg-Augustenborg
 Ikke at forveksle med Ernst Günther 2. af Augustenborg (1863–1921).
Ernst Günther 1., hertug af Slesvig-Holsten-Sønderborg-Augustenborg (14. oktober 1609 – 18. januar 1689) var en sønderjysk hertug ud af den oldenborgske slægt. Han var den første hertug af Slesvig-Holsten-Sønderborg-Augustenborg.
Ernst Günther var en yngre søn af hertug Alexander af Sønderborg og dermed oldebarn af kong Christian 3. af Danmark. I modsætning til mange af sine brødre forblev han efter arveforliget efter faderens død i Danmark, og samlede en del godser på Als og Ærø. I 1660 opførte han Augustenborg Slot på Als, der var opkaldt efter hans hustru Augusta af Glücksborg.
Augustenborg Slot lagde navn til den hertugslægt, han grundlagde, Slesvig-Holsten-Sønderborg-Augustenborg, der uddøde i 1931.

## Biografi
Ernst Günther blev født den 14. oktober 1609 på godset Beck i Westfalen som den tredje søn af hertug Alexander af Slesvig-Holsten-Sønderborg i hans ægteskab med Dorothea af Schwarzburg-Sondershausen. Hans far var søn af hertug Hans den Yngre af Slesvig-Holsten-Sønderborg, der selv var en yngre søn af kong Christian 3. af Danmark. Ernst Günther tilhørte dermed en sidelinje af den oldenborgske slægt, der havde været Danmarks kongehus siden 1448.
Hertug Alexander døde i 1627 i Sønderborg og efterlod sig et stærkt forgældet hertugdømme. I sit testamente havde han fastsat, at hans hustru skulle sidde i uskiftet bo for at få gælden betalt, og at den ældste søn, Hans Christian, arve hele lenet, men indtil videre forblive ugift. Enkehertuginde Dorothea forestod da også hertugdømmet i de følgende trange krigsår, men var ikke i stand til at afbetale gælden, som tværtimod stadig voksede. Hun gik derfor ind på, at brødrene 17. december 1633 sluttede en arveoverenskomst, efter hvilken Hans Christian tiltrådte hertugdømmet med betydelige forpligtelser til sin moder og søskende.
Mens Ernst Günthers brødre, med undtagelse af Hans Christian, spredtes i Tyskland efter arveforliget, tog Ernst Günther tjeneste under de danske konger og var en trofast gæst ved hoffet. 15. juni 1651 giftede han sig på Københavns Slot med sin kusine Augusta af Glücksborg, hvorefter kong Frederik 3. tilskødede ham landsbyerne Stavnsbøl og Sebbelev på Als. Han nedlagde kort efter Stavnsbøl og oprettede af dens jorder hovedgården Augustenborg, opkaldt efter hertuginden. I 1653 overtog han Gudsgave (Gottesgabe) hovedgård på Ærø fra Sønderborg. Da hertugdømmet Sønderborg imidlertid gik konkurs og blev inddraget under kronen i 1667, skilte han sig atter af med Gudsgave og erhvervede i stedet Rumohrsgård på Als. Senere fik han af kongen yderligere byerne Bro og Gundestrup, samt han fik jagt- og birkeret, og kontributionerne blev nedsat på alt det erhvervede jordegods. I 1675 blev han udnævnt til guvernør på Als med bolig på Sønderborg Slot, men allerede året efter måtte han dog afstå Nørborg Len til hertug August af Plön.

### Død og arvefølge
Hertug Ernst Günther døde 79 år gammel den 18. januar 1689 på Augustenborg Slot. Han blev begravet i Slotskapellet på Sønderborg Slot.
Hans enke overlevede ham til 26. maj 1701 og beholdt efter hans testamente godserne med ret til at disponere over dem efter sin død. Da den ældste søn, Frederik, var faldet ved Slaget ved Steenkerke (1692), og den næstældste Ernst August var blevet katolik, indsatte hun den yngste, Frederik Vilhelm, som enearving. Ernst August skulle kun have en årlig godtgørelse på 500 rigsdaler. Kort efter gik denne dog igen over til den lutherske tro og udnævntes til guvernør i Sønderborg (1695). Alligevel blev testamentet opretholdt, hvad der førte til en række stridigheder, som dog ikke hindrede Frederik Vilhelm i at tage arven i besiddelse og hævde den for sin slægt. Ernst August døde uden at efterlade sig børn 1731.

## Børn
Ernst Günther og Augusta fik ni børn, hvoraf seks nåede voksenalderen:
| Navn                                                 | Født                                                 | Død                                                  | Bemærkninger                                                                                                   |
| Med Augusta af Slesvig-Holsten-Sønderborg-Glücksborg | Med Augusta af Slesvig-Holsten-Sønderborg-Glücksborg | Med Augusta af Slesvig-Holsten-Sønderborg-Glücksborg | Med Augusta af Slesvig-Holsten-Sønderborg-Glücksborg                                                           |
| ---------------------------------------------------- | ---------------------------------------------------- | ---------------------------------------------------- | --- |
| Frederik                                             | 10. december 1652                                    | 3. august 1692                                       | Gift morganatisk 8/1 1692 med Anna Christine Bereuter, barberdatter fra Kiel                                   |
| Sophie Amalie                                        | 25. august 1654                                      | 7. december 1655                                     | |
| Philip Ernst                                         | 24. oktober 1655                                     | 8. september 1677                                    | |
| Sophie Auguste                                       | 2. februar 1657                                      | 20. juli 1657                                        | |
| Louise Charlotte                                     | 13. april 1658                                       | 2. maj 1740                                          | Gift 1. januar 1685 med Hertug Frederik Ludvig af Slesvig-Holsten-Sønderborg-Beck                              |
| Ernestine Justine                                    | 30. juli 1659                                        | 18. oktober 1662                                     | |
| Ernst August                                         | 3. oktober 1660                                      | 11. maj 1731                                         | Gift 1695 med Grevinde Marie Therese af Velbrück                                                               |
| Dorothea Louise                                      | 11. oktober 1663                                     | 21. april 1721                                       | Abbedisse i Itzehoe Kloster 1683–1721                                                                          |
| dødfødt barn                                         | 18. december 1665                                    | 18. december 1665                                    | |
| Frederik Vilhelm                                     | 18. november 1668                                    | 3. juni 1714                                         | Hertug af Slesvig-Holsten-Sønderborg-Augustenborg 1701–1714 Gift 27. november 1694 med Sophie Amalie Ahlefeldt |

## Ordener
Ernst Günther blev Elefantridder 1675, men var ikke i forvejen Dannebrogsridder.

## Eksterne links
- Wikimedia Commons har flere filer relateret til Ernst Günther 1. af Slesvig-Holsten-Sønderborg-Augustenborg
- Hans den Yngres efterkommere Arkiveret 24. oktober 2020 hos  Wayback Machine
- Ernst Günther, dansk hertug og guvernør på gravsted.dk